# Two Liberty Place
Two Liberty Place je třetí nejvyšší mrakodrap ve Filadelfii a 33. nejvyšší ve Spojených státech. Se svými 58 patry má výšku 258 m. Byla dokončena v roce 1990, tedy asi o tři roky později než vedlejší velice podobná, ale přibližně o 30 m vyšší One Liberty Place. Obě budovy navrhl architekt Helmut Jahn z firmy Murphy/Jahn Architects. Podlahová plocha je asi 111 500 m2, z toho většinu zabírají kanceláře.